# Музыка, которая никому не известна
Музыка, которая никому не известна (оригинальное название Geet — Hui Sabse Parayi) — индийский телесериал, мыльная опера, транслировавшаяся на телеканале Star One.

## Сюжет
18-летняя девушка Гит выходит замуж за мужчину по выбору своей семьи — незнакомца по имени Дев. Но на свадьбе из родственников жениха присутствуют только женщины, в том числе, его сестра Наинтара.
Через несколько дней после свадьбы молодожёны приезжают в аэропорт, чтобы улететь в Канаду. Здесь супруг Гит подмешивает ей в кофе снотворное и бросает её в аэропорту, а сам, забрав все подаренные ему ценности, улетает в Канаду вместе с Наинтарой, своей настоящей женой. Очнувшись девушка ищет поддержки у родственников. Вскоре Гит узнаёт, что беременна. Родственники требуют от неё сделать аборт. Гит отказывается и они решают её убить, чтобы скрыть позор. Убийцы настигают Гит в джунглях, но на помощь ей приходит другой незнакомец — Маан. Девушка возвращается в родной город, уличает своих родственников в преступлении, рвёт с ними отношения и уезжает.
Пытаясь начать новую жизнь в другом городе Гит устраивается секретарём на работу в строительную компанию «Курана», где её боссом оказывается тот самый Маан. Он влюбляется в молодую жизнерадостную девушку из Пенджаба, но Гит скрывает от всех своё прошлое и втайне пытается найти обманувшего её мужа, чтобы наказать его. Лишь в день помолвки она узнаёт, что у Маана есть младший брат по имени Дев.

## Место действия
Действие начинает разворачиваться в Хошиарпуре и Амритсаре, штат Пенджаб, а затем переносится в Дели и Канаду. По ходу развития сюжета главные герои время от времени возвращаются в Хошиарпур и Амритсар.

## Персонажи
| Роль                   | Актёр/актриса                   | Описание роли |
| ---------------------- | ------------------------------- | --- |
| Гит Ханда / Курана     | Драшти Дхами                    | Девушка из небольшого провинциального города, которая оказалась в беде по вине своих родственников. Спасая свою жизнь и жизнь ещё нерождённого ребёнка она бежит в столицу, где устраивается на работу секретарём в офис строительной компании «Курана». Преодолевая офисные интриги она начинает дружить с боссом этой компании, становится его женой и владелицей всего состояния. |
| Маан Сингх Курана      | Гурмит Чаудхари                 | Старший из братьев Курана, основной владелец семейного бизнеса и недвижимости. Суровый, требующий соблюдения субординации и дисциплины начальник. В офисе известен как МК и ДокДок. Маан всех женщин подозревает в корысти, однако сильно любит своих родственников — бабушку Савитри Деви и младшего брата Дева. Оказавшись в родном городе Гит он несколько раз спасает девушке жизнь. Маан помогает ей советами, когда Гит начинает работать в офисе и вскоре влюбляется в неё. Он ищет способ, чтобы заставить влюблённую в него девушку признать свои чувства. Узнав через долгое время правду о прошлом Гит Маан берёт её под свою защиту, женится на ней и начинает преследовать её врагов. |
| Савитри Деви (Бабушка) | Анжу Махендру                   | Родственница братьев Курана, мечтающая видеть Маана счастливым. Однажды познакомившись с Гит в офисе Маана она начинает видеть в ней его потенциальную невесту. Она способствует их примирению в ссорах и подталкивает Маана к браку, постоянно ссылаясь на ухудшение своего здоровья и одиночество. Когда Маан теряет память и забывает полтора года, связанные с Гит, именно вмешательство Савитри Деви заставляет его примириться с существованием супруги. |
| Дев Курана             | Самир Шарма / Абхинав Шукла     | Младший брат Маана Курана, обманувший Гит и её родственников ради денег и спасения чести семьи Курана. Легко очаровывает женщин. Его мучает совесть и он хочет понести наказание за своё преступление. Вместе с подругой по колледжу он пытается найти Гит и попросить прощения, а также удержать Наинтару от причинения ей вреда. Постепенно Дев становится другом Гит и она помогает ему развестись. |
| Наинтара               | Каришма Рандхава / Никам Сонали | Главный отрицательный персонаж. Именно она становится инициатором фиктивного брака Дева с Гит. Узнав о беременности Гит, она начинает ревновать Дева и бросает его. Но Наинтара мечтает завладеть всем богатством семьи Курана, поэтому отказывается развестись с ним и не даёт Деву устроить личную жизнь. Она пытается разлучить Маана и Гит, а когда это не удаётся — убить беременную девушку. |
| Бридж                  | Безаад Хан                      | Старший брат Гит, руководитель банды в Хошиарпуре. Готов пойти на всё ради семейной чести, гордости и власти. Считает, что женщине нельзя давать права выбора, особенно в вопросах брака. Пытается опоить Гит снотворным, чтобы принудительно сделать аборт, а когда это не удаётся — убить её. За свои преступления попадает в тюрьму. |
| Мохиндерлал            | Вики Ахуджа                     | Отец Гит, который уговаривает её бежать из дома. Позднее, в тайне от неё, помогает дочери устроиться в Дели в доме Пинки. |
| Арджун Ратор           | Приюш Сачдев                    | Младший брат Наинтары, пытающийся отомстить семье Курана. |
| Ади                    | Парнит Бхатт                    | Один из сотрудников компании «Курана». Интеллигентный весёлый молодой мужчина. Помог устроиться Гит на работу в офис и стал её другом. Раскрывает интриги других лиц против неё. |
| Пинки                  | Адити Чопра                     | Подруга детства Гит, работающая в офисе компании «Курана». Разговорчивая, любящая поесть молодая девушка. Живёт вместе с отцом и Гит. |
| леди Саша              | Каника Махешвари                | Руководитель одного из отделов в офисе компании «Курана». Мечтает выйти замуж за Маана и пытается устранить Гит из офиса как свою конкурентку. Постоянно пытается её унизить при других сотрудниках. |
| Таша                   | Аканша Ниморкар                 | Помощница леди Саши в офисной работе и интригах против Гит. |
| Пари                   | Неха Джулка                     | Девушка, влюблённая в Маана. Кандидатка на роль фиктивной невесты Маана, которую он использует, чтобы вызвать ревность Гит и заставить признаться в любви к нему. В решающий день Пари устраивает всё так, что невестой становится Гит. |
| Мира                   | Пернит Чаухан                   | Подруга Дева по колледжу. Помогает ему искать Гит и противодействовать интригам Наинтары. Влюблена в Дева, но их отношениям мешают её собственные принципы. |
| Ромео                  | Абхишек Шарма                   | Сотрудник фирмы «Индийские краски», в которой Гит работает исполнительным директором после увольнения из компании «Курана». Сочувствует и помогает Гит в работе с новым боссом их фирмы, которым оказывается Маан. |
| Анвеша Курана          | Никундж Малик                   | Младшая сестра Маана, приехавшая из-за границы к его свадьбе. Влюбляется в Арджуна |
| Тежи                   | Прашант Чавла                   | Двоюродный брат Гит из Амритсара. |
| Нандини                | Мелани Паис                     | Двоюродная сестра Гит. Вышла замуж за Дева после его развода с Наинтарой. |
| Викрам                 | Викас Сети                      | Отрицательный персонаж. Поклонник Гит, одержимый ею и рассматривающий Маана как препятствие на своём пути. Викрам знакомится с Гит на вечеринке, где она одета в красивое свадебное сари в начале телесериала, но сюжетная линия с ним развивается только в его конце. Сжигает себя заживо, потерпев неудачу. |

## Музыка
Главной музыкальной темой телесериала стала песня «Mahi Ve», музыку для которой написал композитор Раджу Сингх.
| №  | Название песни            | Исполнители                                                  | Альбом /                                                | Серия, описание                                         |
| -- | ------------------------- | ------------------------------------------------------------ | ------------------------------------------------------- | ------------------------------------------------------- |
| 1  | Mahi Ve                   | Раджу Сингх, Смита Абхикари                                  |                                                         | На протяжении всего сериала                             |
| 2  | Kurbaan Hua               | Вишал Дадлани                                                | «Жертва» / Kurbaan (2009)                               | 60-я, танец Маана и Гит                                 |
| 3  | Behene De Mujhe Behene De | Джасси, Картик и Махалакшми Айер                             | «Злодей» / Raavan (2010)                                | 73-я, Маан и Гит под дождём                             |
| 4  | Hum Tum Pe Marte Hain     | Удит Нараян, Лата Мангешкар                                  | «Я без ума от тебя» / Hum Tum pe Marte Hain (1999)      | 79-я, Маан ночью обнаруживает Гит в своей постели       |
| 5  | Tere Deewani              | Кайлаш Кхер                                                  | альбом Tere Deewani (2006) группы Kailasa               | 86-я, Гит и Маан в храме                                |
| 6  | Pee Loon Hoto Ki Sargam   | Доминик Середжо, Мохит Чаухан                                | «Однажды в Мумбаи» / Once Upon a Time in Mumbaai (2010) | 115-я, Гит и Маан на церемонии повторных брачных обетов |
| 7  | Main Agar Kahoon          | Вишал-Шекхар                                                 | «Когда одной жизни мало» / Om Shanti Om (2007)          | 168-я, танец Гит и Маана                                |
| 8  | Maahi Ve                  | Садхана Саргам, Сону Нигам, Суджата Бхаттачария, Удит Нараян | «Наступит завтра или нет» / Kal Ho Naa Ho (2003)        | 208-я, общий танец                                      |
| 9  | Sheila Ki Jawani          | Сунидхи Чаухан, Вишал Дадлани                                | «Король обмана» / Tees Maar Khan (2010)                 | 209-я, Маан танцует с кузиной                           |
| 10 | Laung Da Lashkara         | Джасси, Лой Мендонса, Махалакшми Айер                        | Laung Da Lashkara (1986)                                | 313-я, общий танец                                      |
| 11 | Woh Hai Zara Khafa Khafa  | Лата Мангешкар, Мохаммед Рафи                                | Shagird (1968)                                          | 334-я, танец Маана и Гит                                |
| 12 | Jeevan Ki Bagiya          | Кишор Кумар, Лата Мангешкар                                  | «Наши с тобой мечты» / Tere Mere Sapne (1971)           | 344-я, Маан и Гит в детской                             |
| 13 | Jab Koi Baat Bigad Jaaye  | Кумар Сану, Садхана Саргам                                   | Jurm (1990)                                             | 392-я, Маан и Гит танцуют вместе с другими парами       |

## Награды
- Режиссёр Ниссар Парвез получил за этот телесериал «Indian Telly Awards 2010» (Technical Awards) в категории «Director (Soap & Drama)»[2].
- Исполнители главных ролей Гиты и Маана Сингха Курана в 2011 году выиграли «Zee Gold Awards» в категории «Most Celebrated Jodi on Television»[3].

## Интересные факты
Имя главной героини «Гит» («Гита») переводится с санскрита как «песня». Слово «гита» также часто используется для обозначения различных религиозных текстов в индуизме.